# Pacta sunt servanda
Pacta sunt servanda (latin: "avtal skall hållas") är en grundläggande princip inom avtalsrätt, civilrätt och internationell rätt.
Principen gäller såväl internationella traktater som privata avtal. Pacta sunt servanda är starkt knutet till tanken om avtalsfrihet. Principen grundar sig på tanken att eftersom parterna fritt får komma överens om ingående av avtal och innehållet i avtal skall parterna även hålla sig till avtalet. Om part bryter mot en klausul i avtalet har motparten rätt att åberopa vissa åtgärder, till exempel naturafullgörelse, till exempel få prisavdrag, eller i extrema fall hävning.